# محمد بن عبدالله آل راشد
محمد بن عبدالله الرشید ( عربی: محمد بن عبد الله بن علي الرشيد   ، درگذشته ۲۸ نوامبر ۱۸۹۷) یکی از امیر نشین های جبل شمر بود و به علت مغلوب شدنش از جانب امیر نشین های نجد در نبرد الملیدا که برای دومین بار در سال ۱۸۹۱ موجود نبود شناخته شده است  سلطنت محمد بن عبدالله از سال ۱۸۶۹ تا ۱۸۹۷ به طول انجامید و موثر ترین فرمانروای امارت جبل شمر  بود که به همین علت او را محمد کبیر نام می برند. 

## اوایل زندگی
محمد سومین پسر عبدالله بن راشد موسس امارت و برادر امیر دوم طلال بن عبدالله و امیر سوم متعب بن عبدالله بود.  در زمان سلطنت برادرانش محمد به عنوان رهبر کاروانان فعالیت های تجاری امارت را تأمین می کرد و حج را هدایت می کرد. فعالیت های کاروانی محمد بین حائل و عراق بود که از این راه هم ثروت و هم شهرت در میان مردم بومی کسب کرد. 

## سلطنت

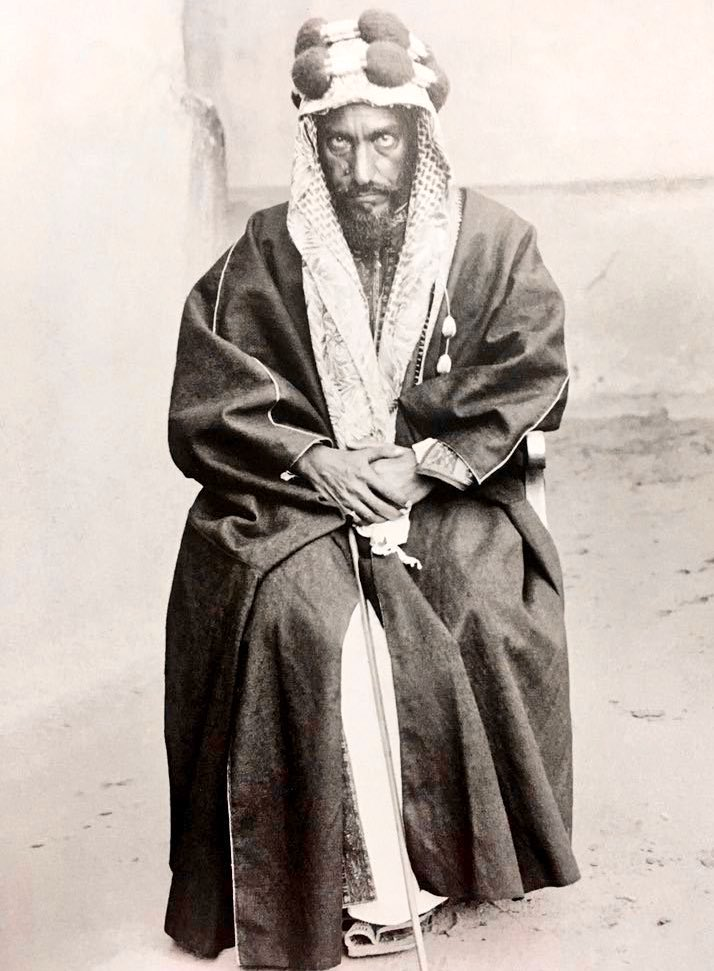
در سال ۱۸۹۱ محمد نیروهای عبدالرحمن بن فیصل آل سعود را مغلوب خود نمود و به
دولت دوم سعودی پایان داد.

قدری پس از این حادثه، محمد در سال ۱۸۶۹ بر تخت سلطنت نشست. امارتی که مکان آن در حائل قرار داشت در طول سلطنت او گسترش پیدا نمود و محمد توانست کمابیش بر دو سوم عربستان از غبیل استان قصیم، عنیزه، بریده و ریاض حکومت نماید. علاوه بر ناحیه های نزدیک به مرزهای حلب، دمشق، بصره و عمان. حائل به یک مرکز تجاری اصلی تبدیل گردید و نزدیک به ۲۰,۰۰۰ نفر جمعیت تحت حکومت محمد داشت. موفقیت او تا اندازه ای به علت مبارزه میان گروه آل سعود، همچون عبدالله بن فیصل و سعود بن فیصل بود.
محمد منطقه الجوف را که در دهه ۱۸۶۰ از جانب فیصل الشلعان تسخیر شده بود، بازپس گرفت. با این شرایط موجود، مردم ناحیه از عبدل الطیف صبحی پاشا، فرماندار عثمانی سوریه در مقابل حکومت ستمگرانه محمد در سال ۱۸۷۲ درخواست حراست نمودند. عثمانی ها نتوانستند قدرت کامل بر ناحیه را در دست بگیرند، ولی در سال ۱۸۷۳ یک فرمانده و ۸۰ سرباز در ان مکان مستقر کردند.مغلوب شدن عثمانی تا اندازه ای به این دلیل بود که مسئول های انگلیسی و فرانسوی به محمد کمک نظامی کردند.برای پیشگیری از هرگونه جدالی از سمت محمد، عثمانی ها اتحاد با او را تقویت نمودند که به نوبه خود برای محمد بسیار ثمر بخش بود.  
محمد تا سال ۱۸۸۴ به تنها به عنوان  شخصیت نیرومند نجد تبدیل شد. در سال ۱۸۸۷ نجد را به خودش الحاق نمود وقتی که عبدالله بن فیصل، امیر نجد از جانب برادرزاده هایش، پسران سعود بن فیصل، در ریاض زندانی شد، محمد برای کمک رساندن به عبدالله تهاجمی انجام داد و بعد از پایان جنگ شهر را تسخیر نمود، ولی به جای برقراری دوباره حکومت عبدالله، محمد یک نفر را برگماشت. رشیدی فرماندار به شهرستان. حاکم سلیم السیوبهان بود که یکی از نزدیکترین پشتیبان های محمد بود. علاوه بر این، محمد عبدالله بن فیصل را آزاد نمود، ولی او را به عنوان گروگان به حائل فرستاد. وی همچنین ۳ پسر سعود بن فیصل را به حائل آورد.
۴ سال بعد در سال ۱۸۹۱ محمد نیروهای آل سعود را که متفقان عبد الرحمن برادر کوچک تر عبدالله و سعود بودند، در نبرد الملیداء مغلوب نمود. که به امارت نجد پایان داد و به اخراج دودمان آل سعود منجر گردید. و او در ادامه جنگ، ریاض را تسخیر نمود و بر نجد حکومت کرد.